# Orthotrichum mazimpakanum
Orthotrichum mazimpakanum là một loài rêu trong họ Orthotrichaceae. Loài này được Garilleti & F. Lara mô tả khoa học đầu tiên.